# Olivera Krivokapić
Olivera Krivokapić (in serbo Оливера Кривокапић?; Cattaro, 6 settembre 1962) è un'ex cestista jugoslava.

## Carriera
Con la Jugoslavia ha disputato i Campionati mondiali del 1983 e due edizioni dei Campionati europei (1983, 1987).